# 矮慈姑
矮慈姑（学名：Sagittaria pygmaea）是泽泻科慈姑属的植物。分布于台湾岛、日本、越南、朝鲜、泰国以及中国大陆的贵州、云南、江西、浙江、福建、广东、山东、河南、湖北、四川、广西、陕西、海南、安徽、湖南、江苏等地，生长于海拔1,000米至1,200米的地区，多生于山坡、沟边、湖边、丘陵、浅水沟、稻田中、湿地、稻田边以及沼泽地，目前尚未由人工引种栽培。

## 别名
瓜皮草